# سعید راد
احمد سعید حق‌پرست راد با نام هنری سعید راد (۴ آبان ۱۳۲۳ – ۱ مرداد ۱۴۰۳) بازیگر ایرانی بود. او فعالیت خود را پیش از انقلاب ۱۳۵۷ آغاز کرد و در آن زمان برای بازی در صبح روز چهارم (۱۳۵۱) و تنگنا (۱۳۵۲) دو جایزه از جشنواره سینمایی سپاس گرفت. او پس از بازی در فیلم عقاب‌ها (۱۳۶۳) ممنوع التصویر شد و ایران را ترک کرد. راد در سال ۱۳۷۸ پس از سال‌ها دوری از سینما به ایران بازگشت و حرفهٔ بازیگری را ادامه داد. او برای بازی در فیلم گیرنده (۱۳۹۰) دیپلم افتخار بهترین بازیگر نقش اول مرد از جشنواره فیلم فجر را کسب کرد.

## اوایل زندگی و بولینگ
سعید راد در ۴ آبان ۱۳۲۳ در تهران متولد و در محله سنگلج تهران بزرگ شد. پدرش از اعضای سازمان نظامی حزب توده ایران بود که در زمان کودکی راد در جریان یک پرواز آزمایشی سقوط کرد و کشته شد. او بعد از پنج سالگی به همراه خانواده به محله‌ای در شمیران، درکوچهٔ فردوسی که در حوالی خانهٔ جلال آل‌احمد، نیما یوشیج، علی آزاد، و داریوش رفیعی بود کوچ کرد. وی دوران تحصیلات ابتدایی را در مدرسهٔ نیکی علاء و دوران دبیرستان را در مدرسهٔ شاپور تجریش (نام دیگر رشید یاسمی) که محل کنونی موزه سینما است گذراند. جلال مقدم دبیر انشاء او در مقطع اول دبیرستان بود.
رشته تحصیل راد در دوران دبیرستان طبیعی (تجربی) بود. پس‌از پایان تحصیلات متوسطه، مقطع دانشگاهی را در دانشگاه کشاورزی کرج (پردیس کشاورزی و منابع طبیعی دانشگاه تهران) ادامه داد. او در ادامهٔ جوانی از جذب خود به رشتهٔ بولینگ می‌گوید و در این رشته به قهرمانی نیز رسید. سعید راد از اساتید خود در این رشته از کامبیز کیانی و محمد شهریاری یاد می‌کند. پاتوق او در بولینگ عبده بود.

## زندگی حرفه‌ای

### ورود به سینما
سعید راد در خاطرات خود درباره دیدار علی زرین‌دست می‌گوید که از طرف او به سعید راد پیشنهاد بازیگری شده است که در جواب نه می‌گوید. همچنین به حضور برادر علیرضا زرین‌دست، محمد زرین‌دست (تونی) در آنجا اشاره می‌کند که هاشم خان (محمد زرین‌دست) را در آنجا به نمایش گذاشت. سعید راد از سال ۱۳۴۷ به فعالیت در سینما پرداخت. او در سال ۱۳۵۰ با نقش سیاهی‌لشکری در فیلم فاتحین صحرا بازیگری را آغاز کرد. نخستین نقش مهم او در فیلم خداحافظ رفیق ساخته امیر نادری بود. او با بازی در نقش علی خوش‌دست در تنگنا شهرت یافت. او خیلی زود به چهره‌ای سرشناس تبدیل شد و در کمتر از یک دهه در بیش از ۳۰ فیلمِ جریان تجاری بازی کرد.
راد در گفتگو با فریدون جیرانی در برنامه آپارات شماره ۱۱ به این نکته اشاره می‌کند که عباس شباویز به دلیل همزمانی ساخت فیلم همای سعادت (تاپی چاناکیا، ۱۳۵۰) این پروژه باعث شد مدتی متوقف بشود که در نهایت سعید راد به دلیل هم‌ذات‌پنداری بسیار با کلیت و سوژهٔ فیلم، سهم خود را در یک آژانس تبلیغاتی فروخت و در این کار تزریق کرد. اما باز، کار به پایان نرسید و دوباره فیلم دچار وقفه شد. این‌بار باربد طاهری (داماد عباس شباویز) به پروژه اضافه شد و سهم راد را تسویه کرد و تهیه‌کنندگیِ دوم را برعهده گرفت. راد در سال ۱۳۵۶ در فیلم هزار بار مردن در کنار علی آزاد و مهدی فخیم‌زاده نقش آفرینی کرد. 

### انقلاب و ممنوع‌الکاری
پس از انقلاب ۱۳۵۷ سعید راد برخلاف بسیاری از ستاره‌های سینمای پیش از انقلاب توانست به کار خود ادامه دهد و تا سال ۱۳۶۳ در هفت فیلم سینمایی بازی کرد. بازی او در عقاب‌ها راد را به اوج رساند. او دلیل ممنوع الکاری خود پس از سال ۱۳۶۳ را عدم تمایل رشد چهره‌های سینمایی پس از انقلاب توسط محسن مخملباف و محمد خاتمی (وزیر ارشاد وقت) ذکر نمود.  او در میانه دههٔ ۱۳۶۰ پس از ممنوع‌التصویر شدن، ایران را ترک کرد و مدتی در لاهور، پاکستان، هند، کانادا، و ایالات متحدهٔ آمریکا زندگی کرد.  راد در گفت‌وگویی با ماهنامه فیلم گفته بود که برای کسب درآمد مجبور بود به کارهایی مانند رانندگی و تحویل غذا تن دهد.

### بازگشت به ایران
سعید راد در سال ۱۳۷۸ به وطن بازگشت و پس از چند سال انتظار برای گرفتن دوباره مجوز برای بازی در فیلم، در فیلم دوئل به کارگردانی احمدرضا درویش ایفای نقش کرد. وی کار هنری خود را در سینمای خانگی ادامه داد. اما بیشتر نقش‌های او در این دوران مکمل و فرعی بودند و او دیگر قهرمان و ستاره نبود. مهمترین بازی او در این دوران در فیلم چ (۱۳۹۲) بود که نقش افسر نظامی ولی‌الله فلاحی را به تصویر کشید.

## حاشیه
سعید راد در افتتاحیه سی و دومین دوره جشنواره بین‌المللی فیلم فجر در سال ۱۳۹۲ در دوران ریاست‌جمهوری حسن روحانی روی صحنه رفت و از بازیگران پیش از قبل از انقلاب شامل محمدعلی فردین و بهروز وثوقی یاد کرد. این اظهارات او با خشم رسانه‌ها و مقام‌های مخالف دولت وقت روبه‌رو شد. در نهایت حجت‌الله ایوبی، رئیس وقت سازمان سینمایی وزارت ارشاد، در یک برنامه تلویزیونی اعلام کرد تقدیر از بازیگران پیش از انقلاب، موضع رسمی وزارت ارشاد نیست.

## زندگی شخصی

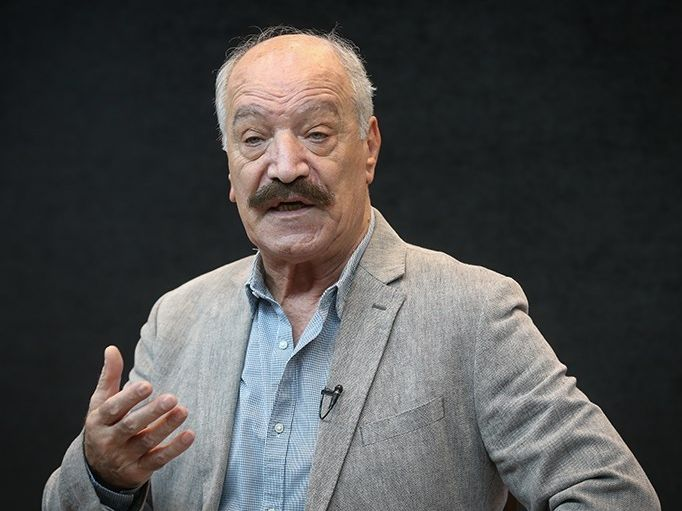
راد در ۱۳۹۸

سعید راد در سال ۱۳۵۴ از همسر نخست خود جدا شد و در ۲۸ سالگی با نوش‌آفرین ازدواج کرد. آن‌ها پس از ۱۷ سال از هم جدا شدند. او از ازدواج نخست خود یک دختر و یک پسر داشت. دخترش، نگاه، دندان‌پزشک است و از کانادا به ایران مهاجرت کرده است. پسرش، سام، در زمینه وکالت فعالیت کرده و ساکن کانادا است. آدام همتی (بازیکن فوتبال) نوه او است.

## مرگ

مزار سعید راد در قطعهٔ هنرمندان بهشت زهرا

راد در شهریور ۱۴۰۲ به دنبال زمین‌خوردگی در خانه دچار مصدومیت شد و تحت عمل جراحی قرار گرفت. به گفتهٔ دخترش، پروتز استفاده‌شده طی جراحی در کمر او به‌خوبی قرار نگرفت و باعث عمل جراحی مجدد شد. او پس از آن علی‌رغم انجام فیزیوتراپی دیگر توانایی راه رفتن نداشت و به عفونت ریه و مثانه نیز مبتلا شد و با رضایت خودش دوباره مورد عمل جراحی ناموفق قرار گرفت. سعید راد در ۱ مرداد ۱۴۰۳ در ۷۹ سالگی درگذشت و مراسم خاکسپاری او در ۳ مرداد در حیاط خانه سینما برگزار شد. او وصیت کرده بود که پیکرش در کنار فردین در قطعه هنرمندان بهشت زهرا دفن شود. پژمان بازغی به حضور انگشت‌شمار چهره‌ها و بازیگران صاحب نام در مراسم خاکسپاری سعید راد اعتراض کرد.

## آثار

### سینمایی فیلم
| سال تولید | نام فیلم             | کارگردان          | نقش          |
| --------- | -------------------- | ----------------- | ------------ |
| ۱۳۹۲      | عشق و جنون           | حسن نجفی          | بایرام       |
| ۱۳۹۲      | پایان خدمت           | حمید زرگرنژاد     | سروان بابکان |
| ۱۳۹۲      | چ                    | ابراهیم حاتمی کیا | تیمسار فلاحی |
| ۱۳۹۰      | گیرنده               | مهرداد غفارزاده   | حاج صمد      |
| ۱۳۹۰      | پروانگی              | قاسم جعفری        |              |
| ۱۳۸۲      | دوئل                 | احمدرضا درویش     | اسکندر       |
| ۱۳۶۳      | عقاب‌ها               | ساموئل خاچیکیان   | مهرداد       |
| ۱۳۶۲      | دادشاه               | حبیب کاووش        | دادشاه       |
| ۱۳۶۲      | عبور از میدان مین    | جواد طاهری        |              |
| ۱۳۶۱      | برزخی‌ها              | ایرج قادری        |              |
| ۱۳۶۰      | خط قرمز              | مسعود کیمیایی     | امانی        |
| ۱۳۶۰      | فرمان                | کوپال مشکوت       |              |
| ۱۳۶۰      | مرز                  | جمشید حیدری       |              |
| ۱۳۵۷      | با عشق مردن          | اکبر صادقی        | امیر         |
| ۱۳۵۷      | ساخت ایران           | امیر نادری        | علی          |
| ۱۳۵۷      | گدای اشراف‌زاده       | عزیزاله بهادری    | مسعود        |
| ۱۳۵۶      | آقای لر به شهر می‌رود | امیر شروان        | قلی          |
| ۱۳۵۶      | خاکستری              | مجید صفار         | زینل         |
| ۱۳۵۶      | سفر سنگ              | مسعود کیمیایی     | غربتی (کولی) |
| ۱۳۵۶      | سکوت بزرگ            | محمود کوشان       | احمد شیکه    |
| ۱۳۵۶      | هزار بار مردن        | جلال مهربان       | محسن         |
| ۱۳۵۶      | همراهان              | امیر شروان        | والی         |
| ۱۳۵۵      | جدال                 | عزیزاله بهادری    | طاهر         |
| ۱۳۵۵      | قاصدک                | محمد صفار         | قاسم         |
| ۱۳۵۴      | دزد سوم              | عباس شباویز       | ابی          |
| ۱۳۵۴      | دو آقای با شخصیت     | امیر شروان        |              |
| ۱۳۵۴      | شرف                  | عزیزاله بهادری    | امیر         |
| ۱۳۵۴      | کمین                 | کامران قدکچیان    | امیر         |
| ۱۳۵۴      | هدف                  | ایرج قادری        | خسرو         |
| ۱۳۵۳      | آب                   | حبیب کاووش        | مسلم         |
| ۱۳۵۳      | خشم و خون            | ناصر محمدی        | مسلم         |
| ۱۳۵۳      | کنیز                 | کامران قدکچیان    | امید         |
| ۱۳۵۳      | مرد شب               | اسماعیل پورسعید   | ابرام چاخان  |
| ۱۳۵۳      | مسلخ                 | هادی صابر         | سعید         |
| ۱۳۵۲      | تنگنا                | امیر نادری        | علی خوش دست  |
| ۱۳۵۲      | تیغ آفتاب            | امیر شروان        | منصور        |
| ۱۳۵۲      | خروس                 | شاپور قریب        | علی          |
| ۱۳۵۲      | خورشید در مرداب      | محمد صفار         | راد          |
| ۱۳۵۲      | سالومه               | مهدی ژورک         | خلیل         |
| ۱۳۵۱      | صادق کرده            | ناصر تقوایی       | صادق         |
| ۱۳۵۱      | صبح روز چهارم        | کامران شیردل      | امیر         |
| ۱۳۵۱      | طغرل                 | سیامک یاسمی       | طغرل         |
| ۱۳۵۱      | کافر                 | فریدون گله        | مهدی کافر    |
| ۱۳۵۱      | مردی در طوفان        | خسرو پرویزی       | عبدالله      |
| ۱۳۵۰      | الکلی                | محمدعلی جعفری     | فرهاد        |
| ۱۳۵۰      | خداحافظ رفیق         | امیر نادری        | خسرو         |
| ۱۳۵۰      | فاتحین صحرا          | محمد زرین دست     | سیاهی لشکر   |

### تلویزیون
| سال تولید | نام اثر            | کارگردان                  | پخش از  |
| --------- | ------------------ | ------------------------- | ------- |
| ۱۴۰۱      | گیلدخت             | مجید اسماعیلی             | شبکه یک |
| ۱۳۹۹–۱۴۰۱ | ارثیه پدری         | میلاد بنایی و مهدی نقویان | آیو     |
| ۱۳۹۸      | ترور خاموش         | احمد معظمی                | شبکه یک |
| ۱۳۹۴      | زنده به گور (فیلم) | علی جناب                  | ______  |
| ۱۳۸۸–۹۲   | سرزمین مادری       | کمال تبریزی               | شبکه سه |
| ۱۳۸۲–۸۸   | در چشم باد         | مسعود جعفری جوزانی        | شبکه یک |

### تله‌فیلم (فیلم تلویزیونی)
- ساعت به وقتِ صفر (۱۳۹۰)

### نمایش خانگی
| سال تولید | نام اثر | کارگردان    | پخش از      |
| --------- | ------- | ----------- | ----------- |
| ۱۳۹۸      | دل      | منوچهر هادی | گلرنگ رسانه |

## جوایز
- برنده دیپلم منتقدان به عنوان بهترین بازیگر در پنجمین دورهٔ جشنواره سپاس، برای فیلم صبح روز چهارم - ۱۳۵۱
- برندهٔ تندیس سپاس بهترین بازیگر نقش اول مرد در ششمین دورهٔ جشنوارهٔ سپاس، برای فیلم تنگنا - ۱۳۵۳
- برندهٔ دیپلم افتخار بهترین بازیگر نقش اول مرد در بخش نگاه نو سی‌امین جشنوارهٔ فیلم فجر، برای فیلم گیرنده - ۱۳۹۰[۱۸]